# Thüringer Schützenbund
Der Thüringer Schützenbund ist ein Dachverband der Sportschützen in Thüringen. Der Sitz des Verbandes ist Suhl; seine Geschäftsstelle befindet sich seit 1. Januar 2009 im Schießsportzentrum Suhl.

## Geschichte

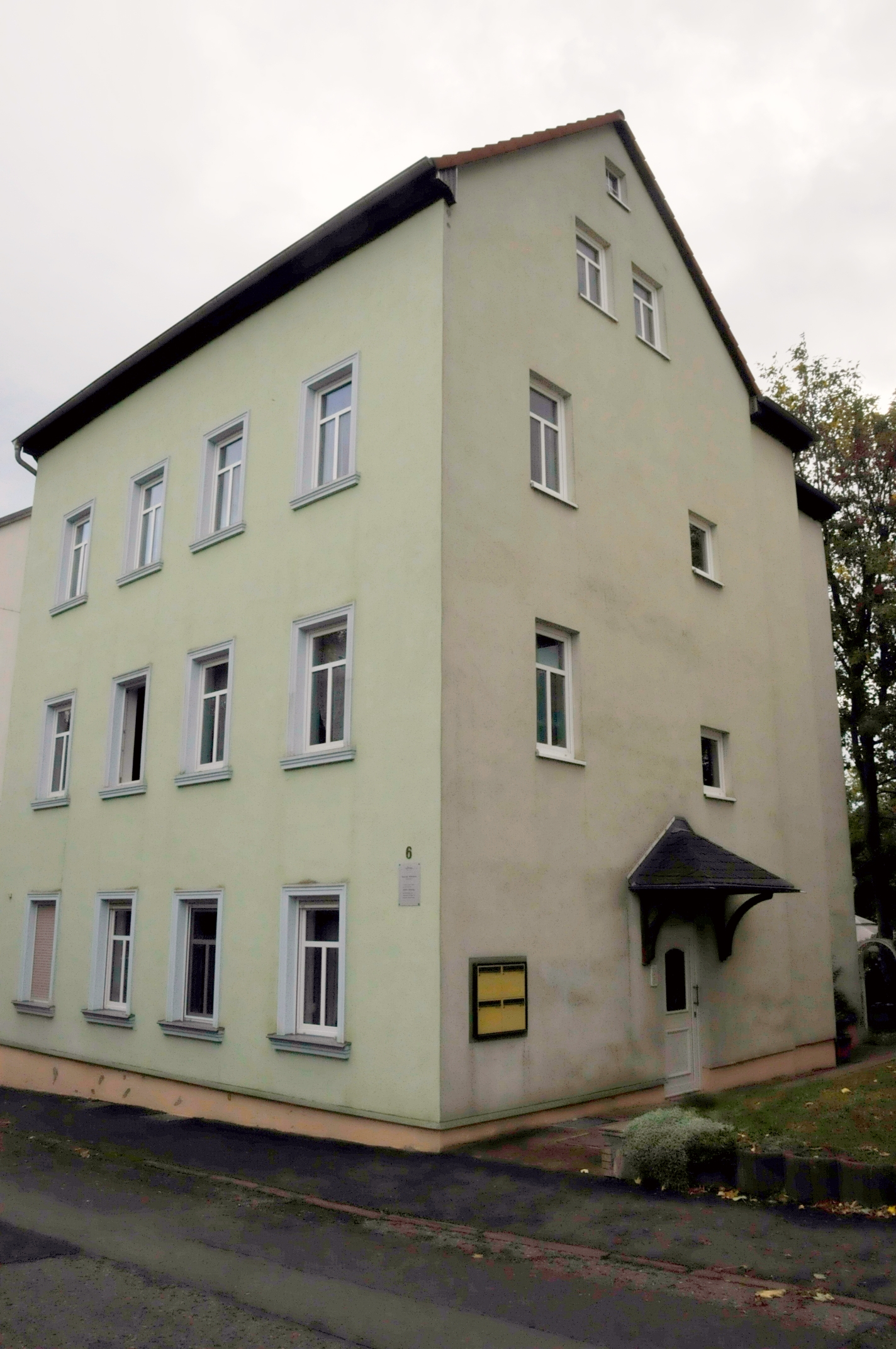
Das Haus Schützenallee 6 in Gotha, Wohnhaus von Sterzing in den Jahren 1855 bis zu seinem Tod 1889

Der Thüringer Schützenbund wurde am 13. Juli 1861 unter dem Protektorat von Herzog Ernst II. von Sachsen-Coburg und Gotha in der Stadthalle Gotha gegründet. Erster Präsident war Gotthilf Albert Sterzing (* 26. Februar 1822 in Zella St. Blasii; † 17. Oktober 1889 in Gotha).
Die Wiedergründung erfolgte am 1. September 1990 in Erfurt.

## Aufgaben
Gemäß seiner Satzung ist der Thüringer Schützenbund politisch, weltanschaulich und konfessionell neutral. Schwerpunkte der Verbandsarbeit sind:
- die Förderung des Schießsportes in allen Bereichen und die Pflege und Organisation des Sportschießens nach den Richtlinien des Deutschen Schützenbundes sowie eigener Richtlinien des Verbandes
- die Erhaltung und Pflege des Schützenbrauchtums und der Tradition des Schützenwesens
- die Interessenvertretung seiner Mitglieder gegenüber übergeordneten Verbänden bzw. Behörden und Institutionen
- die Aus- und Fortbildung von Sportschützen und ehrenamtlichen Mitarbeitern der Mitgliedsvereine, der Schützenkreise und des Verbandes
- die einheitliche Präsentation des Sportschießens und der Schützentradition in der Öffentlichkeit

## Sport
Ein wesentlicher Bereich des Thüringer Schützenbundes ist die Förderung und Entwicklung des Leistungssportes in den Olympischen Schießsportdisziplinen.
Herausragender Athlet in den Reihen des TSB war der 3-fache Olympiasieger und 4-fache Welt- und 13-fache Europameister mit der Schnellfeuerpistole Ralf Schumann (Förderverein SSZ Suhl), der 2012 seine aktive Laufbahn beendet hat und nun als Trainer tätig ist. Momentan hat der TSB mit Christiane Göhring (Trap, FV SSZ Suhl) und Nadine Messerschmidt (Skeet/ FV SSZ Suhl) zwei Athletinnen im "Top Team Rio", also heiße Anwärter auf die Teilnahme an den Olympischen Sommerspielen in Rio de Janeiro 2016. Darüber hinaus gibt es etliche erfolgversprechende Kadersportler wie Christian Freckmann (Schnellfeuerpistole/ SG Rockstedt), Maximilian Schenk (Schnellfeuerpistole/BSC Erfurt) und auch Tino Mohaupt, bereits 2-facher Olympiateilnehmer (Luftgewehr/ FV SSZ Suhl) ist gut im Rennen. Aber auch Nachwuchstalente wie Katrin Wieslhuber (Skeet, Junioreneuropameisterin 2015 und Juniorenvizeweltmeisterin 2014), Felix Raab (Skeet/ FV SSZ Suhl) oder im Bogenbereich Michelle Kroppen, Adrian Scheiding und Konrad Komischke (alle GuthsMuts Jena) sind Ausdruck einer erfolgreichen Nachwuchsarbeit im Verband.

## Mitgliedschaften/Struktur
Der Thüringer Schützenbund ist Mitglied im Deutschen Schützenbund sowie Mitglied im Landessportbund Thüringen. Er gliedert sich in 21 Schützenkreise, die der politischen Struktur Thüringens angelehnt sind.
- Kreisschützenbund Obereichsfeld e. V.
- Schützenkreis Nordhausen e. V. – Nordthüringen
- Wartburgschützenkreis e. V.
- Schützenkreis Unstrut-Hainich e. V.
- Kyffhäuser-Schützenkreis e. V.
- Schützenkreis Schmalkalden-Meiningen e. V.
- Kreisschützenverband Sterzing Gotha e. V.
- Schützenkreis Sömmerda e. V.
- Schützenkreis Hildburghausen e. V.
- Ilmschützenkreis e. V.
- Schützenkreis Weimarer Land e. V.
- Schützenkreis Sonneberg
- Schützenkreis Saalfeld-Rudolstadt e. V.
- Schützenkreis Saale-Holzland e. V.
- Schützenkreis Saale-Orla e. V.
- Schützenkreis* Greiz e. V.
- Schützenkreis Altenburger Land e. V.
- Schützenkreis Erfurt
- Schützenkreis Gera
- Schützenkreis Suhl
- Schützenkreis Jena

Der Thüringer Schützenbund wird ehrenamtlich geführt. Oberstes Organ ist die Delegiertenversammlung, die alle zwei Jahre zusammen tritt. Weitere Entscheidungsgremien sind der Gesamtvorstand und das Präsidium, das für jeweils vier Jahre gewählt wird.